# Psectrotanypus discolor
Psectrotanypus discolor är en tvåvingeart som först beskrevs av Daniel William Coquillett 1902.  Psectrotanypus discolor ingår i släktet Psectrotanypus och familjen fjädermyggor. Inga underarter finns listade i Catalogue of Life.